# Bunker Heights
Bunker Heights es una película de terror estadounidense escrita y dirigida por Drew Fortier y protagonizada por Hannah Fierman, Chaney Morrow, Paul T. Taylor, James L. Edwards, David Ellefson, Vinnie Dombroski y Violent J. La trama de la película sigue a los habitantes de una ciudad en decadencia que deben enfrentarse a una amenaza mortal.

## Trama
Un grupo de  amigos decide explorar un área remota en busca de emociones. Al encontrar la entrada de un búnker abandonado, su curiosidad los lleva a descender a las profundidades de la estructura. A medida que avanzan por los pasillos subterráneos, el grupo empieza a experimentar una serie de fenómenos inquietantes. Pronto descubren que no están solos en el búnker, y que el lugar está habitado por seres misteriosos y aterradores.
Los personajes principales se ven forzados a luchar  contra las criaturas que acechan en la oscuridad. La dinámica del grupo se va deteriorando a medida que los miembros son eliminados uno a uno por las extrañas fuerzas del búnker. La película explora temas de traición, paranoia y supervivencia.

## Elenco
Drew Fortier como Derek Tucker
Hannah Fierman como Julia Stevenson
Chaney Morrow como Burrows
Paul T. Taylor como el Doctor Young
David Ellefson como Cranford
Vinnie Dombroski como Vin
Violent J como Joe
Floyd Ewing Jr. como Collins
Douglas Esper como David
Daniel John Kearney como el alcalde Augusto
James L. Edwards como Bellini
L.C. Holt como Henry
Roni Locke como Kristy

## Producción
La película fue concebida, producida y filmada en secreto durante 2023 con un presupuesto de 30,000 dólares.
El exbajista de Megadeth, David Ellefson, fue productor ejecutivo y aparece en la película junto con sus compañeros músicos Vinnie Dombroski (Sponge) y Violent J (Insane Clown Posse).
El avance y el póster se lanzaron a principios de enero de 2024.